# アイアン・フィスト (テレビドラマ)
『アイアン・フィスト』（原題: Marvel's Iron Fist、またはIron Fist）は、2017年から2018年に公開されたアメリカ合衆国のテレビドラマシリーズ。マーベル・コミックの同名キャラクターを基に、ネットフリックスが製作したスーパーヒーロー・アクション・ドラマで、マーベル・シネマティック・ユニバースに属する作品である。出演は、フィン・ジョーンズ、ジェシカ・ヘンウィック、トム・ペルフリーなど。2017年3月17日に第1シーズン、2018年9月7日に第2シーズンが配信され完結した。2022年2月28日をもって、本作品や『デアデビル』を始めとする、マーベルとNetflix共同制作のドラマシリーズが全世界において、Netflixでの配信を終了した。その後、同年3月16日からDisney+のサービス展開地域にて順次配信されることが同月1日にウォルト・ディズニー・カンパニーから発表された。日本では同年6月24日に配信されることが同月14日にウォルト・ディズニー・ジャパンから発表された。

## あらすじ
15年前、飛行機事故で死んだと思われたダニー・ランドがニューヨークへ舞い戻る。ダニーはカンフーの使い手アイアン・フィストとなり、謎の組織ヤミノテに立ち向かう。

## 登場人物 / キャスト

### メイン
ダニー・ランド / アイアン・フィスト
演 - フィン・ジョーンズ、日本語吹替 - 森宮隆
コリーン・ウィング
演 - ジェシカ・ヘンウィック、日本語吹替 - ちふゆ
ウォード・ミーチャム
演 - トム・ペルフリー、日本語吹替 - 三上哲
ジョイ・ミーチャム
演 - ジェシカ・ストループ、日本語吹替 - 坂井恭子
バクト
演 - ラモン・ロドリゲス、日本語吹替 - 志賀麻登佳
ダヴォス / スティール・サーパント
演 - サッシャ・ダーワン
クレア・テンプル
演 - ロザリオ・ドーソン、日本語吹替 - 本田貴子
ハロルド・ミーチャム
演 - デビッド・ウェナム、日本語吹替 - 牛山茂
メルセデス・ナイト / ミスティ・ナイト
演 - シモン・ミシック、日本語吹替 - 浅野まゆみ
メアリー・ウォーカー
演 - アリス・イヴ、日本語吹替 - うえだ星子

## エピソード
| シーズン | シーズン | 話数 | 話数 | 放送期間      | 放送期間      |
| -------- | -------- | ---- | ---- | ------------- | ------------- |
|          | 1        | 13   | 13   | 2017年3月17日 | 2017年3月17日 |
|          | 2        | 10   | 10   | 2018年9月7日  | 2018年9月7日  |

＊各シーズン全話一斉配信

### シーズン1 (2017)
| 通算 話数 | シーズン 話数 | タイトル                                          | 監督                       | 脚本                                               | 公開日        |
| --------- | ------------- | ------------------------------------------------- | -------------------------- | -------------------------------------------------- | ------------- |
| 1         | 1             | "帰って来た男" "Snow Gives Way"                   | ジョン・ダール             | Scott Buck                                         | 2017年3月17日 |
| 2         | 2             | "黒きタカが羽ばたく時" "Shadow Hawk Takes Flight" | ジョン・ダール             | Scott Buck                                         | 2017年3月17日 |
| 3         | 3             | "うなれ、必殺の拳" "Rolling Thunder Cannon Punch" | Tom Shankland              | Quinton Peeples                                    | 2017年3月17日 |
| 4         | 4             | "伏龍の目覚め" "Eight Diagram Dragon Palm"        | ミゲル・サポチニク         | Scott Reynolds                                     | 2017年3月17日 |
| 5         | 5             | "根深き闇" "Under Leaf Pluck Lotus"               | ユタ・ブリースウィッツ     | Cristine Chambers                                  | 2017年3月17日 |
| 6         | 6             | "敵陣の決闘" "Immortal Emerges from Cave"         | RZA                        | Dwain Worrell                                      | 2017年3月17日 |
| 7         | 7             | "巨悪の巣窟" "Felling Tree with Roots"            | Farren Blackburn           | Ian Stokes                                         | 2017年3月17日 |
| 8         | 8             | "傷だらけの果実" "The Blessing of Many Fractures" | ケヴィン・タンチャローエン | Tamara Becher-Wilkinson                            | 2017年3月17日 |
| 9         | 9             | "万の苦痛を知る女" "The Mistress of All Agonies"  | Jet Wilkinson              | Pat Charles                                        | 2017年3月17日 |
| 10        | 10            | "虎穴の中枢" "Black Tiger Steals Heart"           | Peter Hoar                 | Quinton Peeples                                    | 2017年3月17日 |
| 11        | 11            | "荒馬が帰る場所" "Lead Horse Back to Stable"      | Deborah Chow               | Ian Stokes                                         | 2017年3月17日 |
| 12        | 12            | "ヘビの頭を叩け" "Bar the Big Boss"               | Andy Goddard               | Scott Reynolds                                     | 2017年3月17日 |
| 13        | 13            | "火と戯れる龍" "Dragon Plays with Fire"           | Stephen Surjik             | Scott Buck & Tamara Becher-Wilkinson & Pat Charles | 2017年3月17日 |

### シーズン2 (2018)
| 通算 話数 | シーズン 話数 | タイトル                                            | 監督                 | 脚本                | 公開日       |
| --------- | ------------- | --------------------------------------------------- | -------------------- | ------------------- | ------------ |
| 14        | 1             | "鉄拳に怒りをまとい" "The Fury of Iron Fist"        | デヴィッド・ドブキン | M. Raven Metzner    | 2018年9月7日 |
| 15        | 2             | "迫り来る戦火" "The City's Not for Burning"         | レイチェル・タラレイ | Jon Worley          | 2018年9月7日 |
| 16        | 3             | "危うい秘密" "This Deadly Secret"                   | Toa Fraser           | Tatiana Suarez-Pico | 2018年9月7日 |
| 17        | 4             | "アイアン・フィスト捕獲計画" "Target: Iron Fist"    | MJ Bassett           | Jenny Lynn          | 2018年9月7日 |
| 18        | 5             | "龍の心臓" "Heart of the Dragon"                    | Mairzee Almas        | Declan de Barra     | 2018年9月7日 |
| 19        | 6             | "暗闇で龍は死す" "The Dragon Dies at Dawn"          | Philip John          | Matthew White       | 2018年9月7日 |
| 20        | 7             | "荒ぶる心" "Morning of the Mindstorm"               | Stephen Surjik       | Rebecca Dameron     | 2018年9月7日 |
| 21        | 8             | "超えるべき試練" "Citadel on the Edge of Vengeance" | Julian Holmes        | Melissa Glenn       | 2018年9月7日 |
| 22        | 9             | "終わりなき戦争" "War Without End"                  | Sanford Bookstaver   | Daniel Shattuck     | 2018年9月7日 |
| 23        | 10            | "鋼鉄の決闘" "A Duel of Iron"                       | Jonas Pate           | M. Raven Metzner    | 2018年9月7日 |

## 製作
2013年10月、マーベル・テレビジョンが4つのドラマシリーズを準備しており、Netflix、Amazon、WGN Americaが関心を示していると報じられた。数週間後、マーベルとディズニーは、アイアン・フィスト、デアデビル、ジェシカ・ジョーンズ、ルーク・ケイジを中心とした実写シリーズをNetflixに提供すると発表した。

## 評価

### 批評
第1シーズンは批評集積サイトのRotten Tomatoesに84件のレビューがあり、批評家支持率は20%、平均点は10点満点で4.24点となっている。また、Metacriticには21件のレビューがあり、加重平均値は37/100となっている。
第2シーズンはRotten Tomatoesに47件のレビューがあり、批評家支持率は55%、平均点は10点満点で5.69点となっている。また、Metacriticには6件のレビューがあり、加重平均値は39/100となっている。